# Smedjebacken HC
Smedjebacken HC är en ishockeyklubb från Smedjebacken i Dalarna bildad 1987. Klubbens A-lag har huvudsakligen spelat i division 2 (numera Hockeytvåan) sedan starten. Säsongerna 2002/2003 och 2003/2004 spelade man i division 1 för att sedan återvända till tvåan igen. Inför säsongen 2014/2015 åkte man ner i division 3. Till säsongen 2018/2019 har man dock kvalificerat sig för Hockeytvåan igen i den mån föreningens ekonomi tillåter det.